# Bannu
Bannu är en stad i den pakistanska provinsen Khyber Pakhtunkhwa. Den är huvudort för distriktet Bannu, och folkmängden uppgick till cirka 50 000 invånare vid folkräkningen 2017.